# فرودگاه ماگنیتوگورسک
فرودگاه ماگنیتوگورسک (به روسی: Международный аэропорт Магнитогорск) فرودگاهی عمومی واقع در باشکورتوستان در کشور روسیه است که توسط FSUE Magnitogorsk Air Enterprise اداره می‌شود.

## شرکت‌های هواپیمایی و مقصدهای پروازی
| شرکت‌های هواپیمایی | مقصدهای پروازی |
| ----------------- | -------------- |
| آئروفلوت          | شرمتیوو        |
| اورال ایرلاینز    | سیمفروپول      |
| یوتی‌ایر اوییشن    | ونوکووا        |